# Фрідріх Тідеман
Фрідріх Тідеман (нім. Friedrich Tiedemann; 23 серпня 1781, Кассель — 22 січня 1861, Мюнхен) — німецький зоолог, анатом і фізіолог, дійсний член Німецької академії наук «Леопольдина» (1828) та Лондонського королівського товариства (1827). Відомий своїми дослідження мозку людини та тварин, на основі яких, зокрема, обґрунтував одне з перших в історії наукових заперечень расизму.